# Kaysersberg Vignoble
Kaysersberg Vignoble is een gemeente in het Franse departement Haut-Rhin (regio Grand Est). De plaats maakt deel uit van het arrondissement Colmar-Ribeauvillé. Kaysersberg Vignoble is op 1 januari 2016 ontstaan door de fusie van de gemeenten Kaysersberg, Kientzheim en Sigolsheim. De gemeente telde 4.391 inwoners op 1 januari 2022.

## Geografie
De oppervlakte van Kaysersberg Vignoble bedroeg op 1 januari 2022 35,45 vierkante kilometer; de bevolkingsdichtheid was toen 123,9 inwoners per km².

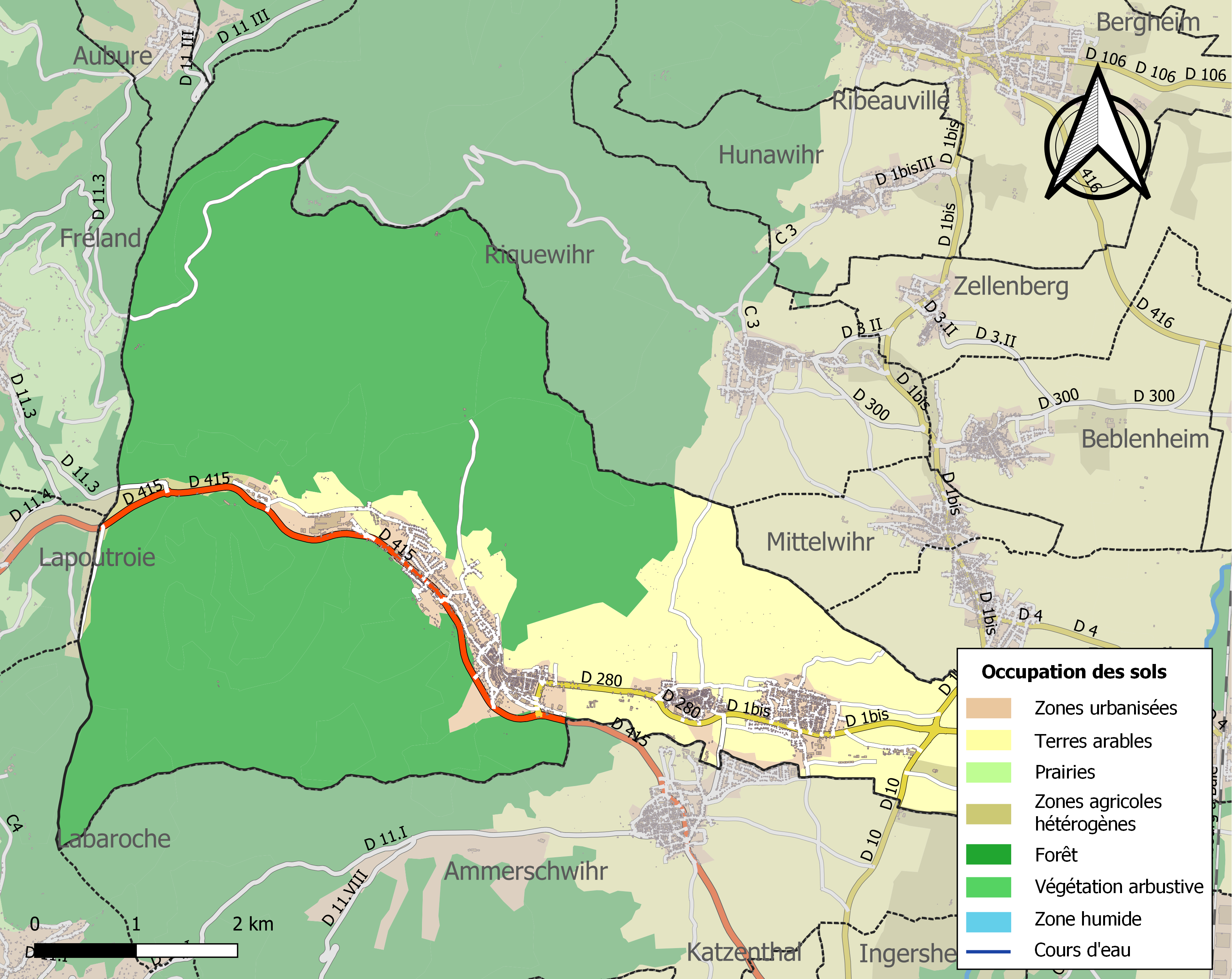
Kaart van de gemeente met de belangrijkste infrastructuur, bodemgebruik en omliggende gemeenten